# Leiolepis ngovantrii
Espèce
Leiolepis ngovantrii est une espèce de sauriens de la famille des Agamidae.

## Répartition
Cette espèce est endémique de la province de Bà Rịa-Vũng Tàu en Viêt Nam.

## Description
Cette espèce est parthénogénétique.

## Étymologie
Cette espèce est nommée en l'honneur de Ngo Van Tri.

## Publication originale
- Grismer & Grismer, 2010 : Who’s your mommy? Identifying maternal ancestors of asexual species of Leiolepis Cuvier, 1829 and the description of a new endemic species of asexual Leiolepis Cuvier, 1829 from Southern Vietnam. Zootaxa, no 2433, p. 47–61.